# Minnie Nast
Minnie Nast (Karlsruhe, Baden-Württemberg, 10 d'octubre de 1874 - Füssen, Baviera, 20 de juny de 1956) va ser una soprano alemanya. El seu pare era concertista al Hoftheater de Karlsruhe, la seva mare era cantant d'òpera. Minnie Nast va estudiar al Conservatori de Karlsruhe, i debutà al Stadttheater d'Aquisgrà el 1897.
Nast va actuar a Dresden del 1898 al 1919 i després va ensenyar-hi cant fins al bombardeig de la ciutat el 1945 durant la Segona Guerra Mundial. També va fer gires al Canadà, els Estats Units, Rússia, els Països Baixos i Anglaterra. Després de la temporada d'hivern de 1907, un naufragi va costar la vida a molts membres de la companyia d'òpera i això la va fer decidir de no tornar a girar a l'estranger.
Nast es va especialitzar en papers lleugers i de soubrette, especialment de Mozart, i va crear el paper de Sophie en l'estrena de Der Rosenkavalier el 1911 a Dresden. El seu to clar i la manca de vibrato continu van tenir ressò en altres sopranos de l'època. Va fer alguns enregistraments que indiquen un gran assoliment tècnic, inclosa la seva part en el trio de Der Rosenkavalier. També va cantar el paper de Micaëla en el primer enregistrament de Carmen.

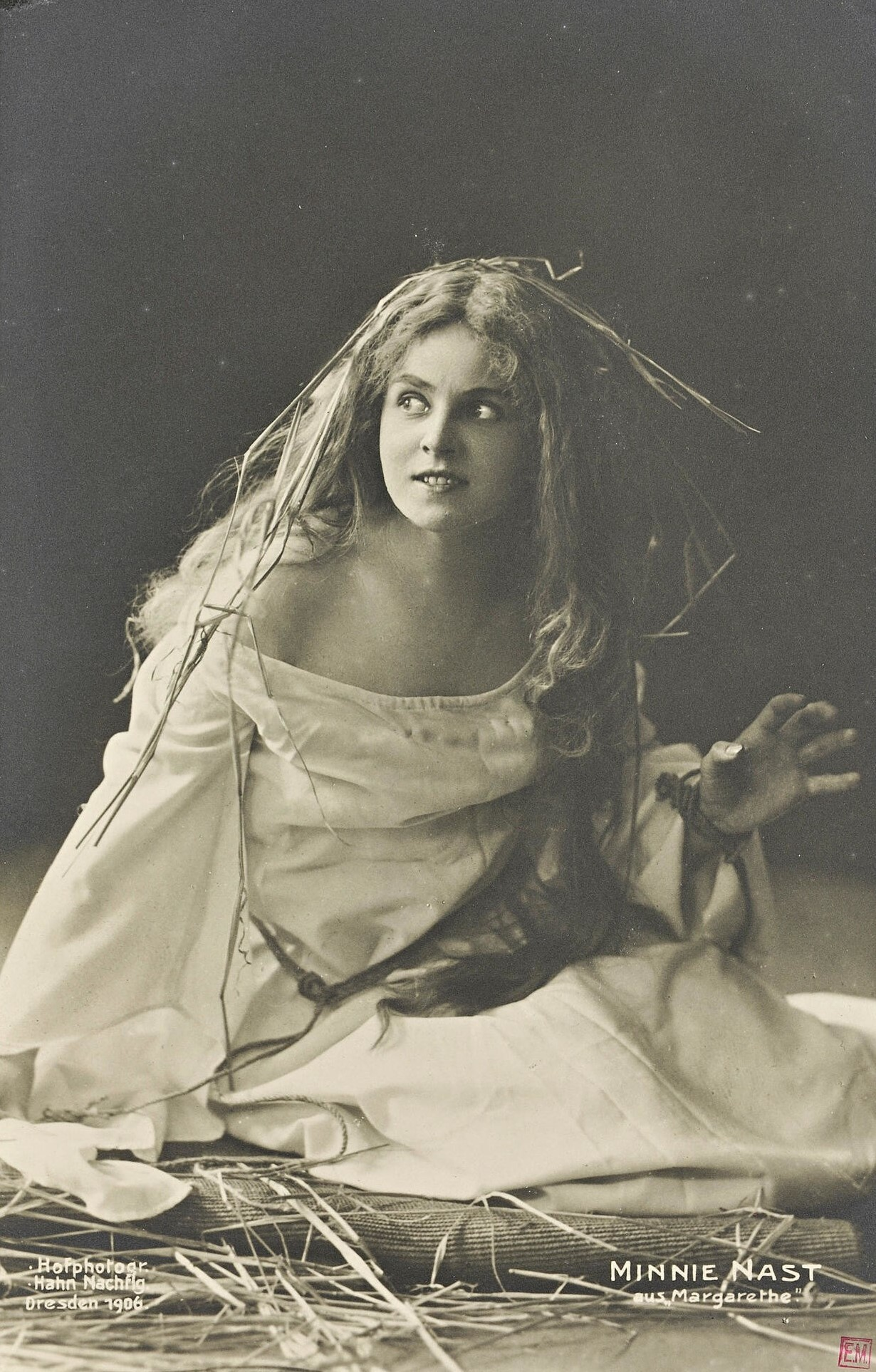
En el paper de Margarete, de l'òpera Faust, 1906

Minnie Nast va deixar enregistraments per a G&T (Dresden 1902 i Berlín 1905-07), Odeon (Berlín 1907 i 1910-11), Gramophone (Dresden 1908 i Berlín 1908-11, entre aquests Micaela a Carmen) i Polyphon (Leipzig 1910). El 1911 va gravar escenes de Der Rosenkavalier amb els seus companys creadors Margarethe Siems i Eva von der Osten per a Gramophone i Odeon.

## Literatura
- Rainer E. Lotz, Axel Weggen i Oliver Wurl: Discographie der deutschen Gesangsaufnahmen Band 2, Birgit Lotz Verlag, Bonn 1998,ISBN 3-9805808-0-6